# Groises
Groises – miejscowość i gmina we Francji, w Regionie Centralnym, w departamencie Cher.
Według danych na rok 1990 gminę zamieszkiwało 155 osób, a gęstość zaludnienia wynosiła 9 osób/km² (wśród 1842 gmin Regionu Centralnego Groises plasuje się na 982. miejscu pod względem liczby ludności, natomiast pod względem powierzchni na miejscu 780.).